# Hexarthrius aduncus
Hexarthrius aduncus es una especie de coleóptero de la familia Lucanidae.

## Distribución geográfica
Habita en Assam  (India).